# Hideo
Hideo ist ein japanischer männlicher Vorname.

## Namensträger
- Hideo Azuma (1950–2019), japanischer Manga-Zeichner
- Den Hideo (1923–2009), japanischer Journalist und Politiker
- Hideo Fukushima (* 1953), japanischer Astronom
- Hideo Gosha (1929–1992), japanischer Regisseur und Drehbuchautor
- Hideo Hagiwara (1913–2007), japanischer Maler
- Hideo Hashimoto (* 1979), japanischer Fußballspieler
- Hideo Higashikokubaru (* 1957), japanischer Politiker und Fernsehunterhalter
- Hideo Hiraoka (* 1954), japanischer Politiker
- Hideo Hosono (* 1953), japanischer Physiker
- Hideo Ikeezumi (1949–2017), japanischer Musikproduzent
- Hideo Itami (* 1981), japanischer Wrestler, siehe Kenta
- Itokawa Hideo (1912–1999), japanischer Raketentechniker
- Hideo Kanaya (1945–2013), japanischer Motorradrennfahrer
- Kawanishi Hide, eigentlich Kawanishi Hideo (1894–1965), japanischer Holzschnitt-Künstler und Maler
- Kobayashi Hideo (1902–1983), japanischer Literaturkritiker und Schriftsteller
- Hideo Kojima (* 1963), japanischer Videospieleentwickler
- Ian Hideo Levy (* 1950), US-amerikanischer Übersetzer und Schriftsteller
- Hideo Mabuchi (* 1971), US-amerikanischer Physiker
- Hideo Miyata (* 1943), japanischer Musiker
- Hideo Nakata (* 1961), japanischer Filmproduzent, Autor, Dokumentarfilmer und Regisseur
- Nishiyama Hideo (1911–1989), japanischer Maler
- Noda Hideo (1908–1939), japanischer Maler
- Hideo Nomo (* 1968), japanischer Baseballspieler
- Hideo Ochi (* 1940), japanischer Karateka
- Hideo Okuda (* 1959), japanischer Autor
- Hideo Ōno (* 1954), japanischer Physiker
- Ozaki Hōsai, eigentlich Ozaki Hideo (1885–1926), japanischer Dichter
- Hideo Sakai (1909–1996), japanischer Fußballspieler
- Shinojima Hideo (1910–1975), japanischer Fußballspieler
- Hideo Shiraki (1933–1972), japanischer Musiker
- Hideo Takahashi (1930–2019), japanischer Literaturwissenschaftler und Übersetzer
- Tsumura Hideo (1907–1985), japanischer Filmkritiker
- Hideo Yamaki (* 1952), japanischer Musiker
- Hideo Yamamoto (Zeichner) (* 1968), japanischer Mangazeichner
- Satomi Ton, eigentlich Yamanouchi Hideo (1888–1983), japanischer Schriftsteller
- Yoshino Hideo (1902–1967), japanischer Schriftsteller
- Hídeo, Kampfname von Tibúrcio da Costa Neves (1953–1989), osttimoresischer Unabhängigkeitskämpfer